# モグモグ風林火山 (5号機)
『モグモグ風林火山』（モグモグふうりんかざん）は、2008年4月にネットより発売されたパチスロ機（5号機）。4号機で人気を博した『モグモグ風林火山』『真モグモグ風林火山』に続くモグモグ風林火山シリーズの第3弾である。

## 概要
設定は1・3・5・7の4段階。液晶画面の両サイドに巻物役モノが付属しており、演出によって回転したり傾いたりアクションを起こす。
ビッグボーナスとレギュラーボーナスの2種類のボーナス、レギュラーボーナス後に必ず突入するチャンスゾーンである「モグモグタイム」(MT) と、ロングリプレイタイムである「スーパーモグモグタイム」(SMT) を搭載している。
ビッグボーナスは七揃い・モグ揃い・モグモグ七・七七モグの4種類で獲得枚数345枚（純増約308枚）。レギュラーボーナスはモグモグBAR・七七BARの2種類で純増は約182枚。レギュラー終了後はMTに突入する。

### モグモグタイム
レギュラーボーナス後に必ず突入する30Gのチャンスゾーン。リプレイ確率が大幅にアップし、30Gの間に特殊リプレイが揃うとスーパーモグモグタイムへと突入するが、揃わなければ30G後に通常画面へと戻る。また、MT中にボーナスに当選しても終了する。
| 設定 | SMT突入期待度 | MT中突入リプレイ |
| ---- | ------------- | ---------------- |
| 1    | 65.76%        | 1/28.5           |
| 3    | 65.76%        | 1/28.5           |
| 5    | 65.76%        | 1/28.5           |
| 7    | 36.95%        | 1/65.5           |

### スーパーモグモグタイム
- 突入条件
  - MT中に突入リプレイ成立
  - 通常時に突入リプレイ成立
- 終了条件
  - ボーナス成立
  - 3000G消化

| 設定 | 通常時突入リプレイ |
| ---- | ------------------ |
| 1    | 1/5041             |
| 3    | 1/4369             |
| 5    | 1/3855             |
| 7    | 1/5958             |

### BB当選楽曲
- 風林火山
  - 「モグ玄」ステージでBB当選楽曲
- ココロの開国
  - 「提督」ステージでBB当選楽曲
- すきしてたもれ
  - SMT中BB当選での楽曲

## スペック
| 設定 | 機械割 | ボーナス合算 | BIG確率 | REG確率 |
| ---- | ------ | ------------ | ------- | ------- |
| 1    | 95.0%  | 1/271        | 1/372   | 1/993   |
| 3    | 100.0% | 1/248        | 1/341   | 1/910   |
| 5    | 105.0% | 1/223        | 1/303   | 1/840   |
| 7    | 110.0% | 1/187        | 1/282   | 1/555   |